# Cecilia Ljung
Ylva Cecilia Larsdotter Ljung (født 4. april 1961 i Uddevalla) er en svensk skuespillerinde. Hun studerede på Teaterhögskolan i Malmö fra 1982 til 1985.
Ljung har blandt andet medvirket i tv-serier som Kejseren af Portugalien, Rederiet og Höök, samt film som Den sidste kontrakt (1998), Voksne mennesker (1999), Tidsrejsen (2011) og Monica Z (2013).

## Udvalgt filmografi
- Tre kärlekar (tv-serie, 1991)
- Kejseren af Portugalien (tv-serie, 1992-1993)
- Zorn (1994)
- Rederiet (tv-serie, 1994)
- Evil Ed (1995)
- Den sidste kontrakt (1998)
- Voksne mennesker (1999)
- Pelle Haleløs og den store skattejagt (2000)
- En sang for Martin (2001)
- Lilla Jönssonligan på kollo (2004)
- Höök (tv-serie, 2008)
- Kommissæren og havet (tv-serie, 2011)
- Tidsrejsen (2011)
- Monica Z (2013)
- Micke & Veronica (2014)
- Den fjerde mand (tv-serie, 2015)
- Conspiracy of Silence (tv-serie, 2018)
- Gåsmamman (tv-serie, 2022)
- Mord i Skærgården (tv-serie, 2024)